# Patinage de vitesse aux Jeux olympiques de 1924
Pour des articles plus généraux, voir Patinage de vitesse aux Jeux olympiques et Jeux olympiques d'hiver de 1924.
Navigation
Saint-Moritz 1928
Les épreuves de patinage de vitesse aux Jeux olympiques d'hiver de 1924 se déroulent les 26 et 27 janvier 1924 au Stade olympique de Chamonix.
Le patineur américain Charles Jewtraw gagne le 500 m qui est la première épreuve des Jeux d'hiver de l'histoire. La Finlande remporte quatre des cinq titres olympiques mis en jeux grâce notamment à Clas Thunberg.

## Participants
Trente et un patineurs de vitesse, représentants dix pays participent aux épreuves de patinage de vitesse des jeux olympiques de 1924.
- Belgique (4)
- Canada (1)
- États-Unis (6)
- Finlande (3)
- France (4)
- Grande-Bretagne (4)
- Lettonie (1)
- Norvège (5)
- Pologne (1)
- Suède (2)

## Podiums
| Épreuves                     | Or                    | Argent                | Bronze                                 |
| ---------------------------- | --------------------- | --------------------- | -------------------------------------- |
| 500 m résultats détaillés    | Charles Jewtraw (USA) | Oskar Olsen (NOR)     | Roald Larsen (NOR) Clas Thunberg (FIN) |
| 1 500 m résultats détaillés  | Clas Thunberg (FIN)   | Roald Larsen (NOR)    | Sigurd Moen (NOR)                      |
| 5 000 m résultats détaillés  | Clas Thunberg (FIN)   | Julius Skutnabb (FIN) | Roald Larsen (NOR)                     |
| 10 000 m résultats détaillés | Julius Skutnabb (FIN) | Clas Thunberg (FIN)   | Roald Larsen (NOR)                     |
| Combiné résultats détaillés  | Clas Thunberg (FIN)   | Roald Larsen (NOR)    | Julius Skutnabb (FIN)                  |

## Tableau des médailles
| Rang  | Nation     | Or | Argent | Bronze | Total |
| ----- | ---------- | -- | ------ | ------ | ----- |
| 1     | Finlande   | 4  | 2      | 2      | 8     |
| 2     | États-Unis | 1  | 0      | 0      | 1     |
| 3     | Norvège    | 0  | 3      | 4      | 7     |
| Total | Total      | 5  | 5      | 6      | 16    |